# 샤말리에르

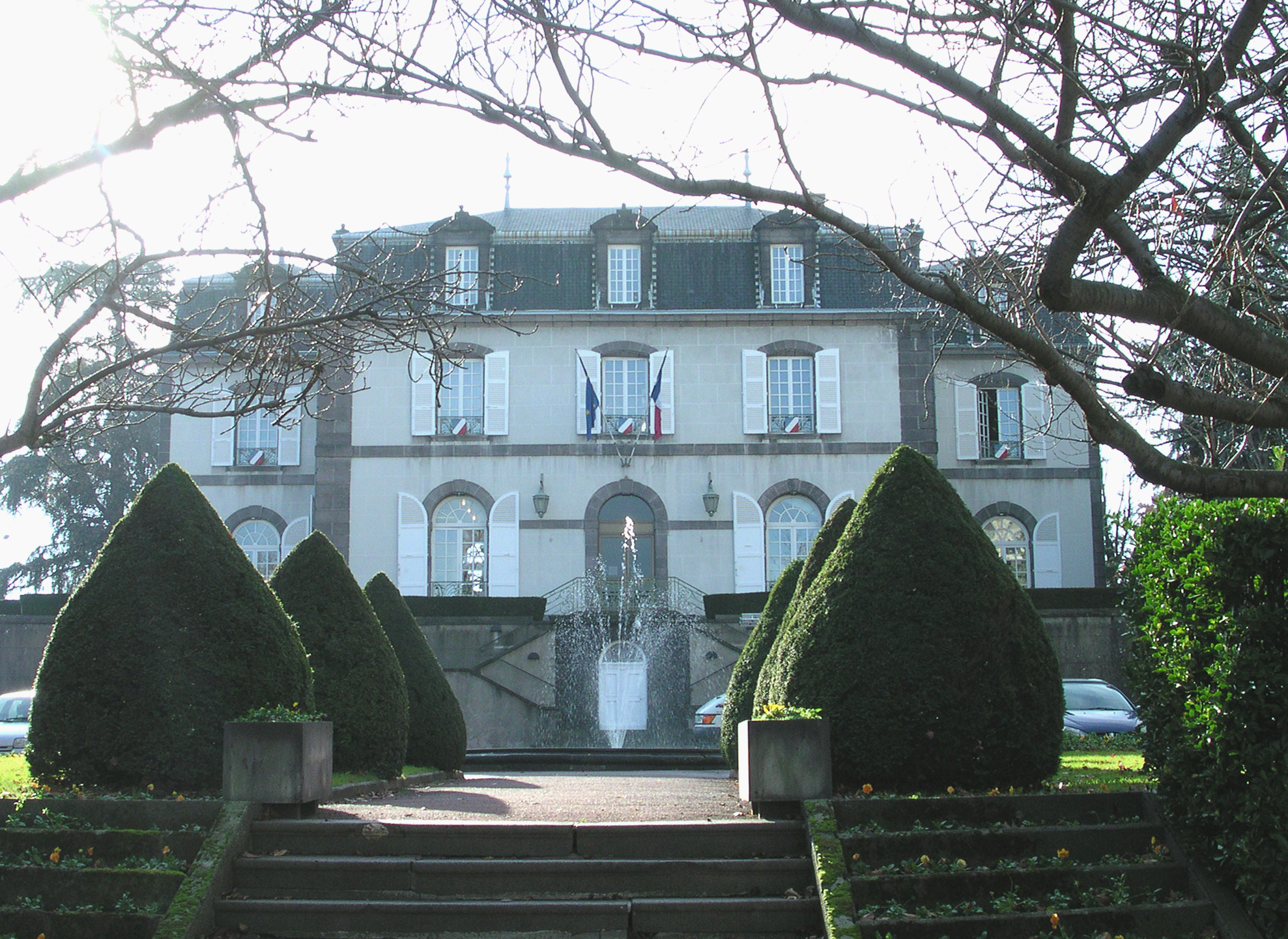
샤말리에르 시청

샤말리에르(프랑스어: Chamalières)는 프랑스 오베르뉴 퓌드돔주에 위치한 도시로 면적은 3.77km2, 인구는 17,733명(2013년 기준), 인구 밀도는 4,700명/km2이다.
퓌드돔 주에서 3번째로 큰 도시이며 리옹에서 241km 정도 떨어진 곳에 위치한다. 1923년부터 프랑스 은행이 운영하고 있는 지폐 인쇄소가 들어서 있다. 이 인쇄소는 과거에 프랑스 프랑 지폐를 인쇄했으며 현재는 유로 지폐를 인쇄하고 있다.

## 같이 보기
- 퓌드돔주의 코뮌 목록